# ユー・グループ
ユーグループ（U GROUP）は、長野県のトヨタ自動車系列のディーラーなどで構成されている企業グループである。

## 概要
- 1924年（大正13年）6月に設立。昭和59年の創業60周年を契機に「長野トヨタグループ」から「トヨタUグループ」に名称を改めた。
- 現在はトヨタ自動車のディーラー、フォルクスワーゲンのディーラー、トヨタレンタリースなどの自動車関連の企業で構成される企業グループとなっている。
- 2020年（令和2年）4月1日に、グループを持株会社へ移行し、グループ統括会社として株式会社Uホールディングス（ユー・ホールディングス）を設立した[1]。
- 2021年（令和3年）4月1日、長野トヨタが長野トヨペット、トヨタカローラ長野、ネッツトヨタ長野の3社を吸収合併・統合した[2]。

## グループ企業
- 長野トヨタ自動車株式会社（トヨタ店・レクサス店）
  - 設立：1938年9月
  - 資本金：5,000万円
  - 従業員数：447人
  - 本社：長野県長野市南石堂町1326-1

- 株式会社トヨタレンタリース長野（トヨタレンタリース）
  - 設立：1966年
  - 資本金：3000万円
  - 売上高：94億,6万円（2019年度）
  - 本社：長野市南石堂町1275-11

- トヨタL&F長野株式会社
  - 設立：1966年4月
  - 資本金：3,000万円
  - 従業員数：90人
  - 本社：長野市青木島町綱島608-4

- 株式会社ユー・ボディアンドペインティング
  - 設立：2000年5月
  - 本社：須坂市大字日滝字虫送3500番地5
  - 事業内容：自動車鈑金塗装・自動車架装、ボディ製作、自動車点検整備、中古車洗浄作業

- 宇都宮商会株式会社
  - 設立：2019年4月
  - 資本金：3,000万円
  - 本社：長野市南石堂町1326-1
  - 事業内容：フォルクスワーゲン事業、レストラン事業、タイヤ事業、ガソリンスタンド運営

### かつて存在したグループ企業
- 長野トヨペット株式会社（トヨペット店）
  - 設立：1956年7月
  - 資本金：3000万円
  - 従業員数：327人
  - 本社：長野市南石堂町1326-1

- トヨタカローラ長野株式会社（トヨタカローラ店）
  - 設立：1962年2月
  - 資本金：6000万円
  - 従業員数：177人
  - 本社：長野市南石堂町1326-1

- ネッツトヨタ長野株式会社（ネッツ店）
  - 設立：1969年8月
  - 資本金：1億4,320万円
  - 従業員数：267人
  - 本社：長野市南石堂町1326-1